# Diageneze

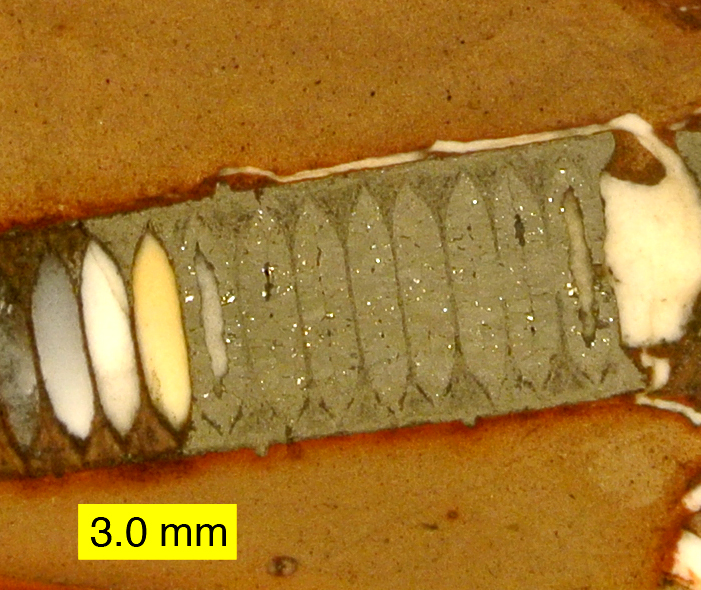
Organická hmota lilijice z období spodního karbonu byla během procesu diageneze nahrazena markazitem v sideritové konkreci

Diageneze je proces, který je definován jako souhrn pochodů měnících minerální složení, strukturu a texturu sedimentu v období, počínajícím jeho uložením a končícím buď metamorfózou uvedeného sedimentu, nebo jeho zvětráváním v povrchových podmínkách. Diageneze se však netýká jen přeměny sedimentů v pevnou substanci. Mezi diagenetické procesy je řazena i přeměna organických látek na kerogeny a následně v ropu a zemní plyn.

## Původ pojmenování
Pojem diageneze pro procesy stmelování a přeměny sedimentů poprvé zavedl německý geolog Carl Wilhelm von Gümbel (11. 2. 1823 – 18. 6. 1898).

## Proces diageneze
Po uložení sedimentů dochází k jejich postupným přeměnám. Nejvýznamnějším projevem diageneze je zpevňování původně sypkého sedimentu, tzv. litifikace. (Avšak i v nezpevněných sedimentech dochází ke změnám, jako je například  vznik konkrecí, deformace sedimentárních textur nebo tlakové rozpouštění).
Přeměna a zpevnění sedimentárních hornin jsou mnohem více, než na jejich stáří, závislé na hloubce jejich ponoření, tj. na sloupci a vlastnostech hornin, jimiž byly sedimenty během vývoje zatíženy. Při stlačení nadložními vrstvami se v sedimentu snižuje jeho pórovitost a obsah vody. Při procesu stmelení sedimentu jsou jeho částice spojovány minerálními substancemi, vylučovanými z cirkulujících roztoků. Dalšími diagenetickými procesy jsou oxidace a opětné vylučování minerálů – krystalizace a rekrystalizace, tj. autigeneze – vznik novotvořených minerálů. Proces diageneze doprovázejí jevy, jako je silicifikace, dolomitizace, prouhelnění a tvorba konkrecí.

## Základní fáze diageneze
Definice jednotlivých období procesu diageneze nejsou z hlediska dosavadního výzkumu jednotné a bývají formulovány různě. Pro názornost lze diagenezi rozdělit na tři základní časová období.
- První období, depoziční, je závislé na charakteru prostředí na rozhraní mezi vodou a povrchem sedimentu, tj. na salinitě, pH vody, hloubce, přítomné fauně a dalších aspektech. V této fázi mohou počáteční procesy diageneze výrazně ovlivnit i přítomné bakterie.
- V druhé fázi, kdy je sediment již přikryt v hloubce několika metrů, začíná proces zhušťování a tmelení.
- V závěrečném stadiu, které probíhá v hloubce za zvýšených teplot (i více než 100 °C) a za vysokých tlaků, je dokončena litifikace. Poslední stadium diageneze může trvat i milióny let. V tomto období se mění vlastnosti jílových minerálů a vznikají minerály nové.

Diageneze bývá též dělena na ranou a pozdní – na období syndiageneze a anadiageneze.